# Keita Sogabe
Keita Sogabe (曽我部 慶太 Sogabe Keita?, nacido el 2 de julio de 1988 en Hyogo) es un futbolista japonés que se desempeña como centrocampista.

## Trayectoria

### Clubes
| Club             | País  | Año         |
| ---------------- | ----- | ----------- |
| Vissel Kobe      | Japón | 2007 - 2008 |
| Vegalta Sendai   | Japón | 2009        |
| Zweigen Kanazawa | Japón | 2010 - 2011 |
| SC Sagamihara    | Japón | 2012 - 2016 |
| Nara Club        | Japón | 2017 -      |

## Estadística de carrera

### J. League
| Club           | Año   | J. League | J. League | Copa J. League | Copa J. League | Total | Total |
| Club           | Año   | Part.     | Goles     | Part.          | Goles          | Part. | Goles |
| -------------- | ----- | --------- | --------- | -------------- | -------------- | ----- | ----- |
| Vissel Kobe    | 2007  | 0         | 0         | 0              | 0              | 0     | 0     |
| Vissel Kobe    | 2008  | 0         | 0         | 0              | 0              | 0     | 0     |
| Vegalta Sendai | 2009  | 0         | 0         | -              | -              | 0     | 0     |
| SC Sagamihara  | 2014  | 30        | 7         | -              | -              | 30    | 7     |
| SC Sagamihara  | 2015  | 36        | 7         | -              | -              | 36    | 7     |
| SC Sagamihara  | 2016  | 17        | 1         | -              | -              | 17    | 1     |
| Total          | Total | 83        | 15        | 0              | 0              | 83    | 15    |